# Línea 710 (Suburbanos Montevideo)
La línea 710 de la red de transporte  suburbano de Montevideo une la terminal Baltasar Brum con Parque del Plata.  